# Albrechtshöhe (Ziethen)
Die Albrechtshöhe ist ein Wohnplatz der Gemeinde Ziethen des Amtes Joachimsthal (Schorfheide) im Landkreis Barnim in Brandenburg.

## Geographie
Der Wohnplatz liegt nordwestlich des Gemeindezentrums und dort nördlich des Wohnplatzes Luisenfelde. Nördlich der Wohnbebauung beginnt der Grumsiner Forst/Redernswalde, Teil des UNESCO-Welterbestätte Alte Buchenwälder und Buchenurwälder der Karpaten und anderer Regionen Europas. Westlich liegt der Wohnplatz Töpferberge, östlich mit Schmargendorf ein Ortsteil der Stadt Angermünde.
Die Albrechtshöhe ist über die Zufahrt Luisenfelde von Süden aus dem gleichnamigen Wohnplatz aus erreichbar.